# Steve Soper
Pour les articles homonymes, voir Soper.
Steve Soper, né le 27 septembre 1951 dans le Surrey, est un pilote automobile britannique. 

## Palmarès
- 1987 : 24 heures du Nürburgring, vainqueur
- 1988 : BTCC, vice-champion
  - ETCC, vice-champion
- 1989 : DTM, 5e
- 1990 : DTM, 4e
- 1991 : DTM, 5e
- 1992 : 24 heures de Spa-Francorchamps, vainqueur
- 1993 : BTCC, vice-champion
- 1994 : JTCC, 3e
- 1995 : JTCC, champion
  - 24 heures de Spa-Francorchamps, vainqueur
- 1996 : Super tourisme Allemand, vice-champion
- 1997 : FIA GT, vice-champion (victoire notamment à Hockeheim[1], à Helsinki[2], à Spa[3] et au Mugello[4]), et Mil Milhas Brasil (avec Cecotto et Piquet)
- 1999 : ALMS, 3 victoires (Sears Point[5], Laguna Seca[6] et Las Vegas[7])